# Jalel Kadri
Jalel Kadri (arabe : جلال القادري), né le 14 décembre 1971 à Tozeur, est un entraîneur de football tunisien,.
En 2022, il est nommé sélectionneur de l'équipe nationale tunisienne, à la suite du limogeage de Mondher Kebaier.

## Biographie
Le 23 janvier 2022, lors du match contre le Nigeria en huitièmes de finale de la coupe d'Afrique des nations 2021, Jalal Kadri remplace le premier entraîneur, Mondher Kebaier, à la tête de l'équipe en raison de son infection au Covid-19, le match se terminant sur une victoire de la Tunisie (1-0).
Le 30 janvier, il est nommé sélectionneur après avoir été éliminé des quarts de finale de la coupe d'Afrique des nations face au Burkina Faso. Dans la foulée, il conduit l'équipe à se qualifier pour la coupe du monde 2022.

## Palmarès
- Coupe Kirin (1) : 2022